# Ligne de tramway B (SNCV Groupe de Louvain)
 (janvier 2022).
Pour les articles homonymes, voir Ligne B.
Le tramway B est une ancienne ligne du tramway vicinal de Bruxelles de la Société nationale des chemins de fer vicinaux (SNCV) qui reliait Bruxelles à Louvain entre 1891 et 1961.

## Histoire
Le tableaux de la ligne est 1958 586.
En 1891, la ligne est mise en service (traction vapeur et électrique, capital 46). Le 19 mai 1961, la ligne est supprimée.

## Infrastructure

### Dépôts et stations
Nom : (gare) : quand le dépôt ou la station est accolé ou proche d'une gare.
Type : D : dépôt , S : station , Sf : si la station sert de gare douanière à la frontière , Sp : si la station est établie dans un bâtiment privé le plus souvent un café ou plus rarement une habitation privée.
| Illustration | Nom    | Type | Commune | Localisation                | État    | Remarques |
| ------------ | ------ | ---- | ------- | --------------------------- | ------- | --------- |
|              | Vossem | S    | Vossem  | 50° 50′ 21″ N, 4° 33′ 14″ E | Démolie | }         |